# Nola lechriopa
Nola lechriopa är en fjärilsart som beskrevs av George Francis Hampson 1914. Nola lechriopa ingår i släktet Nola och familjen trågspinnare. Inga underarter finns listade i Catalogue of Life.